# 定広美香
定広 美香（さだひろ みか）は、日本の漫画家・イラストレーター。主にボーイズラブ誌にて活躍する。横浜市在住の愛猫家。2008年の冬コミにて栗本薫とコラボレーション作品を発表した。
桐島ルカ名義でハーレクインコミックスも執筆している。

## 単行本リスト

### 定広美香名義
- EDEN 1-2（1990-1991年、ビブロス）
- Trick or treat!（1991年、角川書店、あすかコミックス）
- Sein ザイン（1992年、角川書店、あすかコミックス）
- タイトロープ1-2（1992-1993年、スタジオシップ、シップ・フレッシュ・コミックス）
- 銀河旋律（1992年、角川書店、あすかコミックスDX）
- メビウス・ストーリー（1992年、ビブロス）
- Count5―5秒前（1993年、ビブロス）
- マンチェスターの夏（1995年、光風社出版）
- 天使のほほえみ（1996年、ビブロス）
- 灰とダイヤモンド1-4（1997年、ビブロス）
- 遥かなる水の音（1998年、ビブロス）
- GOING BAD（1998年、ヒット出版社）
- ラ・ヴィアン・ローズ（1999年、ヒット出版社）
- RUBinLOVE（1999年、マガジン・マガジン）
- アニュス・デイ（2000年、三和出版）
- ねじの回転（2001年、マガジン・マガジン）
- Love songs ラブソングス（2001年、三和出版）
- 3 1/2（さんかにぶんのいち）（2002年、マガジン・マガジン）
- バディ・システム（2002年、マガジン・マガジン）
- XI エックスアイ（2004年、マガジン・マガジン）
- Pathos1-2（2004年、オークラ出版）
- オーガニック・サンズ（2005年、マガジン・マガジン）
- アンダーグラウンドホテル（2003年、三和出版）
- アンダーグラウンドホテル 囚われの刻印（2004年、三和出版）
- アンダーグラウンドホテル 陽のあたる場所（2005年、三和出版）
- 6mmの禁忌（2006年、マガジン・マガジン）
- 院内感染（2007年、マガジン・マガジン）
- SURF　JUNKIE サーフジャンキー（2007年、三和出版）
- 灰とダイヤモンド（2007年、朝日新聞出版、ソノラマコミック文庫）
- 主治医（2008年、マガジン・マガジン）
- 禁猟区の森（2009年、マガジン・マガジン）
- アンダーグラウンドホテル 上（2009年、双葉社）
- アンダーグラウンドホテル 下（2009年、双葉社）
- 天地人 盟友愛編（2009年、ジャイブ）
- 灰とダイヤモンド1（2010年、双葉社）
- 灰とダイヤモンド2（2010年、双葉社）
- 灰とダイヤモンド3（2010年、双葉社）
- ヴィーナスに接吻（2010年、マガジン・マガジン）
- 空気の存在 上（2010年、双葉社）
- 空気の存在 下（2010年、双葉社）
- ねじの回転 完全版（2011年、マガジン・マガジン）
- 深海のヴィーナス（2011年、マガジン・マガジン）
- コイシラズ　YOU DON’Ｔ KNOW WHAT LOVE IS（2011年、白泉社）
- 激情プリズン・エスケープ～アンダーグラウンドホテルEX～（2011年、秋水社ORIGINAL）
- 院内感染～背徳の白衣～（2012年、マガジン・マガジン）
- アンダーグラウンドホテル KISS&KILL（2013年、大都社）
- ヤバイ目で見ンなよ!!（2013年、マガジン・マガジン）
- アンダーグラウンドホテル~LAST DINNER~（2014年、大都社）

### 桐島ルカ名義
- あなたを忘れたい（2008年、ハーレクイン）
- 誇り高きシーク（2015年、ハーパーコリンズ・ジャパン）
- 復讐は恋へといざなう（2018年、ハーパーコリンズ・ジャパン）

### ドラマCD
- 院内感染（2008年、[レディ・バク）